# Wu Hao-chen
Wu Hao-chen (Chino: 吴昊宸; pinyin: Wú Hàochén) es un actor chino, conocido por haber interpretado a Ying Qin en la serie Ode to Joy.

## Biografía
Estudió en la Academia Central de Arte Dramático (en inglés: "Central Academy of Drama") de donde se graduó en el 2013.

## Carrera
Es miembro de la agencia "Easy Entertainment".
En el 2015 interpretó a un soldado japonés en la serie The Disguiser  (también conocida como "The Pretender").
El abril del 2016 se unió al elenco principal de la serie Ode to Joy donde dio vida a Ying Qin, un empleado en tecnología de la información, así como un hombre sencillo, tradicional y trabajador, que se enamora de Qiu Yingying (Yang Zi), hasta el final de la serie en junio del 2017.
En diciembre del 2017 se unió al elenco principal de la serie Nirvana in Fire 2 (琅琊榜之风起长林) donde interpretó a Xiao Yuanqi, el ambicioso y despiadado Marqués de Liang, hasta el final de la serie en febrero del 2018.
El 20 de septiembre del 2019 apareció en la película Mao Zedong 1949 donde dio vida a Mao Anying, el hijo mayor del político chino Mao Zedong (Tang Guoqiang).
En noviembre del mismo año se unió al elenco recurrente de la serie Le Crocodile et Le Pluvian (también conocida como "Crocodile and Plover Bird") donde interpretó a Gao Mu, quien constantemente actúa como mediador entre Zhou Erwen (Chen Bolin) y Li Nanen (Zhang Tian'ai), hasta el final de la serie el 16 de diciembre del mismo año.
En el 2020 se unirá al elenco de la serie Miss S (爱思小姐探案集) donde dará vida al oficial Shen Xiaoan.

## Filmografía

### Series de televisión
| Año             | Título                             | Personaje       | Notas        |
| --------------- | ---------------------------------- | --------------- | ------------ |
| 2020 - presente | Miss S                             | Shen Xiaoan     |              |
| 2019            | Le Crocodile et Le Pluvian         | Gao Mu          | 50 episodios |
| 2018            | Caught In The Heartbeat (青春警事) | Ren Yi          |              |
| 2017 - 2018     | Nirvana in Fire 2                  | Xiao Yuanqi     |              |
| 2017            | Ode to Joy 2                       | Ying Qin        |              |
| 2016            | Candle in the Tomb                 | Xi Zi           |              |
| 2016            | Ode to Joy                         | Ying Qin        |              |
| 2015            | The Disguiser (伪装者)             | Soldado Japonés |              |

### Películas
| Año  | Título                     | Personaje       | Notas                                                      |
| ---- | -------------------------- | --------------- | ---------------------------------------------------------- |
| 2020 | Ocean Rescue (深海危机)    | -               | junto a Kevin Yan, Qu Jingjin, Ai Xiaoqi y Li Youbin       |
| 2019 | 亲爱的新年好               | -               |                                                            |
| 2019 | Mao Zedong 1949 (决胜时刻) | Mao Anying      | junto a Tang Guoqiang, Huang Jingyu, Liu Jing y Audrey Duo |
| 2018 | Lost, Found (找到你)       | Zhang Bo (张博) | junto a Yao Chen, Ma Yili y Yuan Wenkang                   |

### Programas de variedades
| Año  | Título                   | Notas |
| ---- | ------------------------ | ----- |
| 2017 | Crazy Magic (疯狂的麦咭) |       |